# Altlußheim

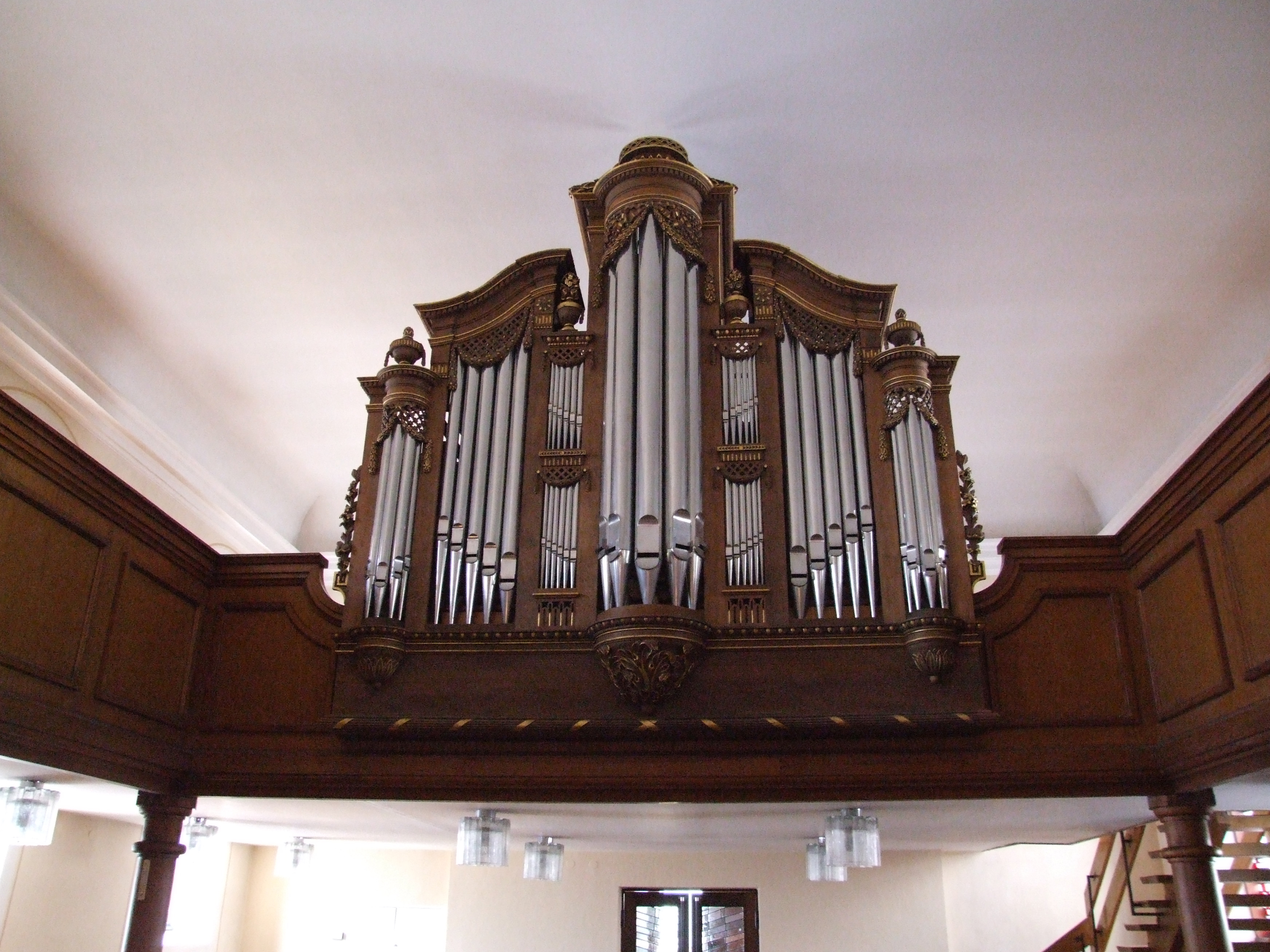
Nhà thờ Altlußheim

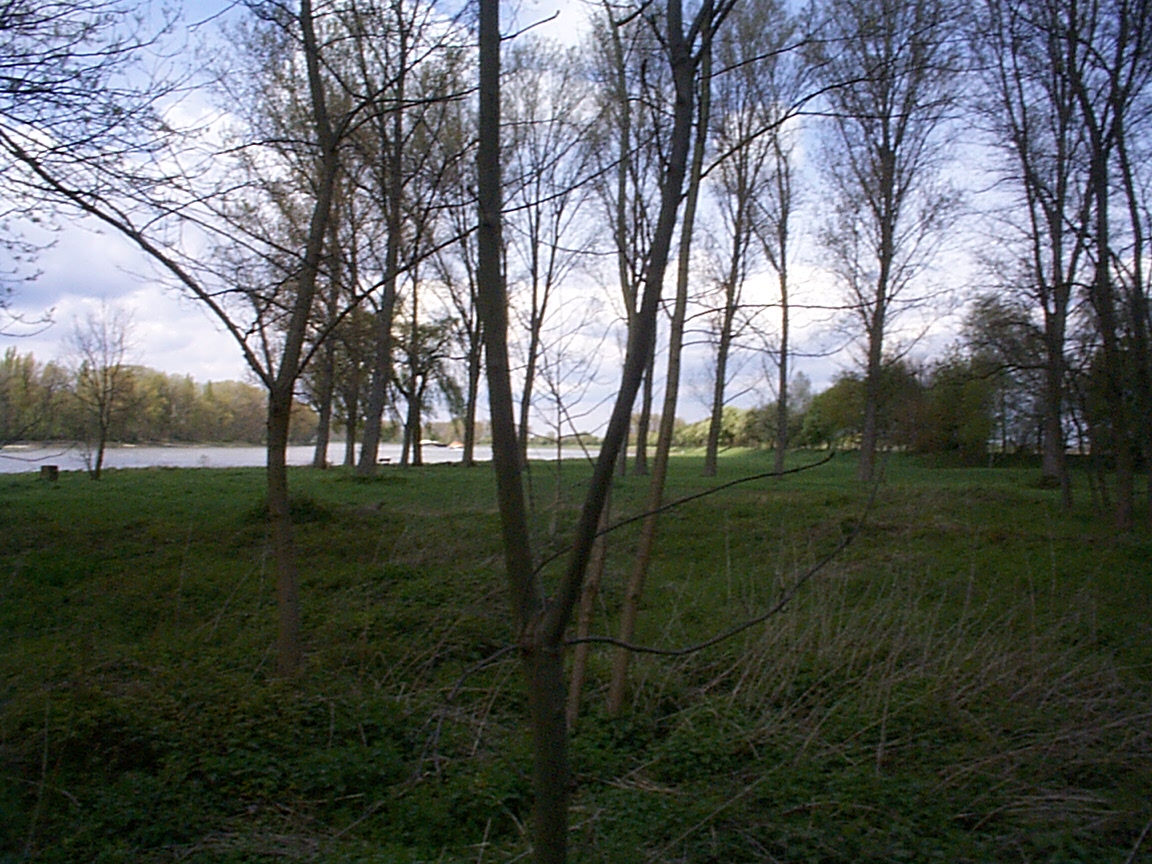
Sông Rhine tại Altlußheim

Altlußheim là một đô thị ở huyện Rhein-Neckar, bang Baden-Württemberg, Đức. Đô thị này có diện tích 15,96 ki-lô-mét vuông, dân số thời điểm năm 2007 là 5328 người.